# AKR1C3
Альдокеторедуктаза 1-го семейства, член C3 (англ. aldo-keto reductase family 1, member C3, AKR1C3) — ключевой фермент синтеза стероидов, продукт гена человека AKR1C3.

## Функции
AKR1C3 принадлежит к надсемейству альдокеторедуктаз, в которое входит более 40 ферментов и белков. Ферменты этого надсемейства катализируют преобразование альдегидов и кетонов в соответствующие спирты в реакции восстановления. Кофактором ферментов служат NADH или NADPH. 
Субстратом AKR1C3 являются простагландины D2, H2 и фенантрохинон. Кроме этого, фермент окисляет 9α,11β-простагландин F2 в простагландин D2. Участвует в синтезе тестостерона из андростендиона.
Может играть роль в контроле роста и дифференцировки клеток.

## В патологии
- AKR1C3 играет важную роль в патогенезе аллергических заболеваний, таких как бронхиальная астма.
- Экспрессия белка повышена в клетках рака предстательной железы. Уровень белка рассматривается как возможный маркёр прогрессирования этого заболевания.[4]